# Dubois (Indiana)
Dubois es un lugar designado por el censo ubicado en el condado de Dubois en el estado estadounidense de Indiana. En el Censo de 2010 tenía una población de 488 habitantes y una densidad poblacional de 117,91 personas por km².

## Geografía
Dubois se encuentra ubicado en las coordenadas 38°26′47″N 86°47′51″O / 38.44639, -86.79750. Según la Oficina del Censo de los Estados Unidos, Dubois tiene una superficie total de 4.14 km², de la cual 4.07 km² corresponden a tierra firme y (1.56%) 0.06 km² es agua.

## Demografía
Según el censo de 2010, había 488 personas residiendo en Dubois. La densidad de población era de 117,91 hab./km². De los 488 habitantes, Dubois estaba compuesto por el 98.16% blancos, el 0.2% eran afroamericanos, el 0.2% eran amerindios, el 0% eran asiáticos, el 0% eran isleños del Pacífico, el 1.43% eran de otras razas y el 0% pertenecían a dos o más razas. Del total de la población el 2.46% eran hispanos o latinos de cualquier raza.